# Eefke Mulder
Eefke Marije Mulder  (ur. 13 października 1977 w Nijmegen) – holenderska hokeistka na trawie. Dwukrotna medalistka olimpijska.
Występuje w pomocy. W reprezentacji Holandii debiutowała w 1997. Brała udział w dwóch igrzyskach (IO 04, IO 08), na obu zdobywała medale: srebro w 2004 i złoto cztery lata później. Z kadrą brała udział m.in. w mistrzostwach świata w 2006 (tytuł mistrzowski) oraz kilku turniejach Champions Trophy i mistrzostw Europy. Łącznie rozegrała ponad 100 spotkań w reprezentacji. Większość kariery spędziła w NMHC z rodzinnego miasta.